# Jüdische Gemeinde Gissigheim

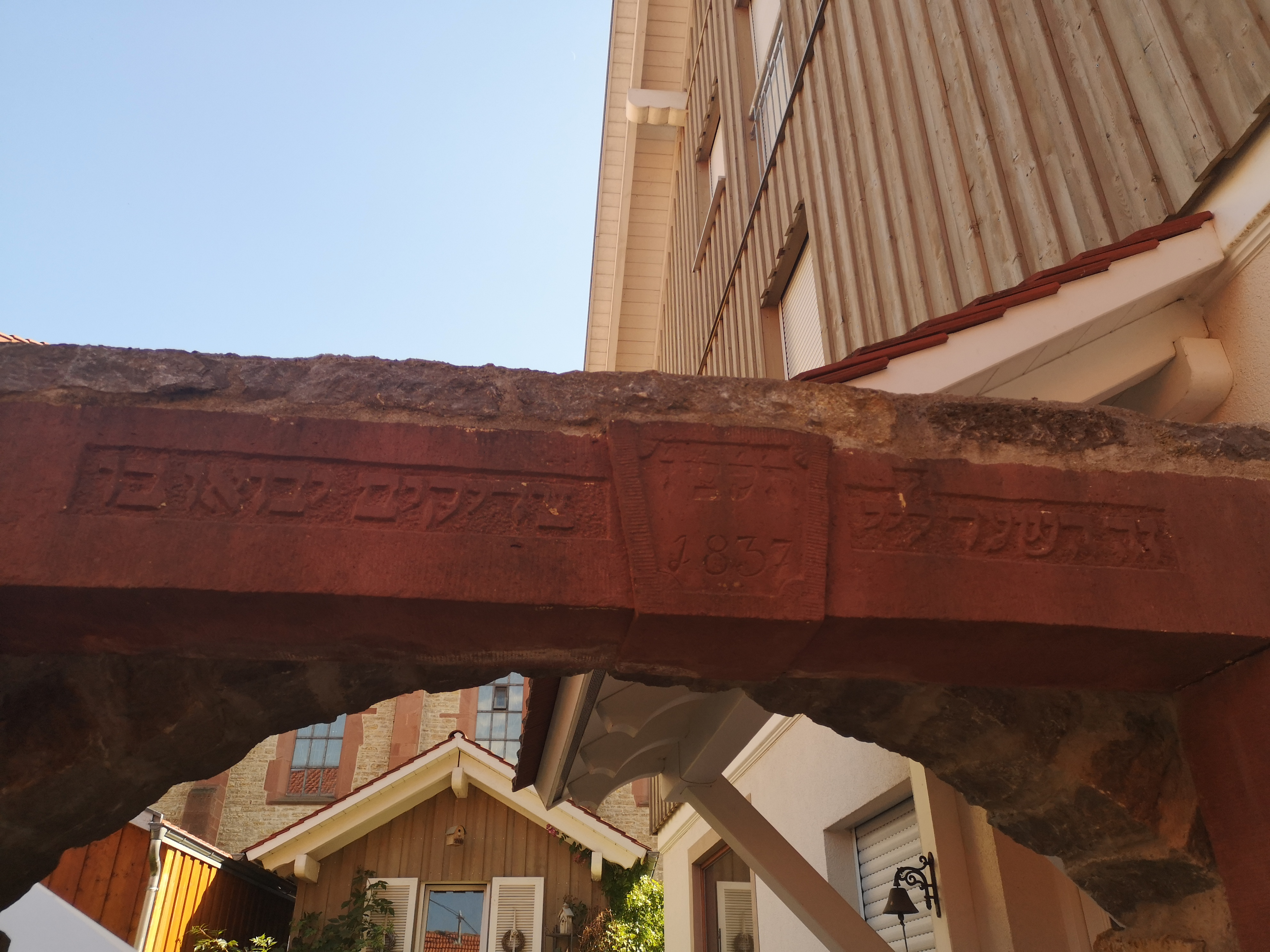
Überbleibsel der ehemaligen Synagoge in Gissigheim

Die Jüdische Gemeinde in Gissigheim bestand vom 16./17. Jahrhundert bis 1894. 

## Geschichte

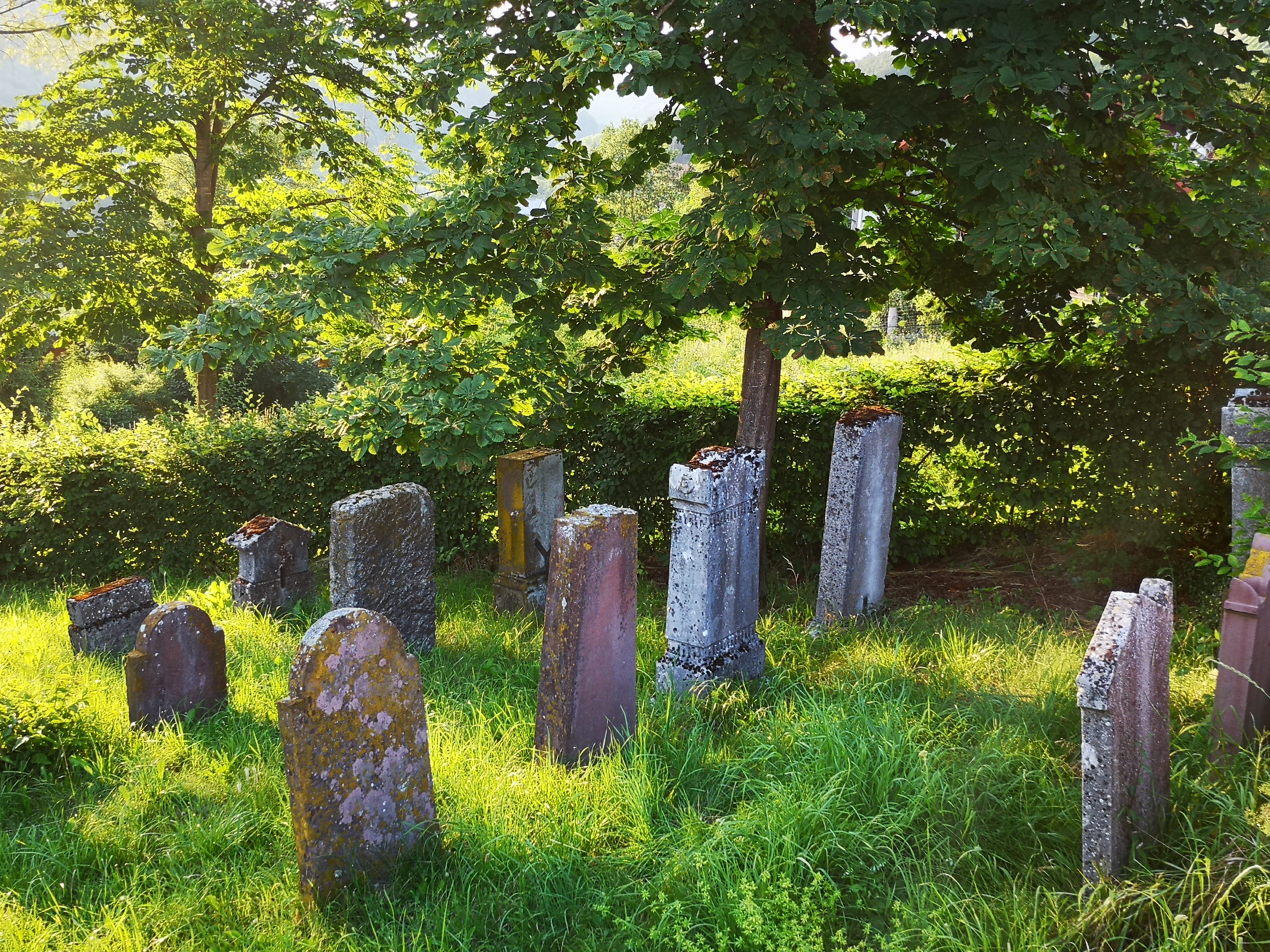
Jüdischer Friedhof in Gissigheim

### Historische Entwicklung der jüdischen Gemeinde
1612 wurden erstmals Juden aus Gissigheim genannt, die den Markt in Tauberbischofsheim besuchten.
Die jüdische Gemeinde Gissigheim besaß die Synagoge Gissigheim, eine Schule, ein rituelles Bad und den jüdischen Friedhof Gissigheim. Von etwa 1675 bis 1726 besuchten die Bewohner der jüdischen Gemeinde Königheim die Synagoge der benachbarten Gissigheimer Gemeinde. Die jüdische Gemeinde Gissigheim wurde dem Bezirksrabbinat Wertheim zugeteilt.
Im 19. Jahrhundert wurde ein eigener Religionslehrer angestellt, der zugleich als Vorbeter und Schochet tätig war. Eine neue Synagoge wurde 1837 errichtet (Standort Schlossstrasse 27, Hintergebäude). Die jüdischen Familien Gissigheims lebten überwiegend vom Handel mit Landesprodukten und Waren aller Art, einige von ihnen waren als Metzger tätig. Im Ersten Weltkrieg starben zwei Gissigheimer Juden. Die Zahl der jüdischen Einwohner Gissigheims entwickelte sich im 19. Jahrhundert wie folgt: 1825 (98 jüdische Einwohner), 1865 (120 Personen), 1875 (36), 1900 (noch vier), 1927 wurde die letzte jüdische Bürgerin Gissigheims auf dem jüdischen Friedhof Gissigheim bestattet. Nach 1850 begann eine starke Auswanderung der Gissigheimer Juden nach Nordamerika, teilweise kam es auch zu einer Abwanderung in andere Städte. Nach der Schließung der Gissigheimer Synagoge im Jahre 1894 besuchten die noch verbliebenen jüdischen Bewohner die Synagoge der jüdischen Gemeinde Königheim.

### Opfer des Holocaust
Von den jüdischen Personen, die in Gissigheim geboren wurden oder längere Zeit im Ort wohnten, kamen in der Zeit des Nationalsozialismus die folgenden Personen beim Holocaust nachweislich ums Leben:  Karoline David geb. Spiegel (1859), Julie Mayer geb. Spiegel (1867), Helene Oppenheimer geb. Stern (1878), Jette Rothstein geb. Stern (1872), Heinrich Schleedorn (1864), Sigmund Stern (1879).